# Sebastião Andrade
Sebastião Andrade, (Belém, 10 de dezembro de 1928 – local não informado, 9 de agosto de 2000) foi um engenheiro agrônomo e político brasileiro, outrora deputado federal pelo Pará.

## Dados biográficos
Filho de José Luís de Andrade e Etelvina Ribeiro de Andrade. Engenheiro Agrônomo formado pela Universidade Federal Rural da Amazônia em 1954, a partir do ano seguinte foi professor da referida instituição e chefiou o Instituto de Pesquisas e Experimentação Agropecuárias do Norte. Em 1964 fixou-se em Santarém, tornando-se diretor do Estabelecimento Rural do Tapajós. Ao deixar essa função, trabalhou no Conselho Estadual de Agricultura e na Associação de Crédito e Assistência Rural (ACAR) do Pará, entre outras instituições, antes de assumir o cargo de secretário de Agricultura em 1968, durante o primeiro governo Alacid Nunes.
Eleito primeiro suplente de deputado federal via ARENA em 1970, foi efetivado em 13 de abril 1972, dias após o falecimento de Pedro Carneiro. No pleito seguinte alcançou apenas a terceira suplência, mas conquistou um novo mandato em 1978. Com a restauração do pluripartidarismo no governo do presidente João Figueiredo, ingressou no PDS em 1980, não sendo reeleito em 1982. Deixou a vida pública ao fim de seu mandato parlamentar no ano seguinte, quando já estava aposentado como servidor do Ministério da Agricultura.